# 費爾奧克斯 (喬治亞州)
費爾奧克斯（英語：Fair Oaks）是位於美國喬治亞州科布縣的一個人口普查指定地區。

## 地理
費爾奧克斯的座標為33°55′11″N 84°32′40″W / 33.91972°N 84.54444°W，而該地最高點為海拔高度336米（即1103英尺）。

## 人口
根據2010年美國人口普查的數據，費爾奧克斯的面積為5.10平方千米，當中陸地面積為5.10平方千米，而水域面積為0.00平方千米。當地共有人口8225人，而人口密度為每平方千米1,612人。